# KFC Yum! Center
O KFC Yum! Center é uma arena esportiva polivalente, localizada no centro da cidade de Louisville, Kentucky, Estados Unidos. Ganhou esse nome em homenagem à cadeia de restaurantes KFC e à Yum! Brands, a empresa-mãe da KFC. Adjacente à beira-mar do Rio Ohio, está localizada na Main Street entre a 2ª e a 3ª rua, e foi inaugurada em 10 de outubro de 2010. A arena é parte de um projeto de U$ 450 milhões que inclui uma estrutura de estacionamento para 975 carros e uma parede contra inundação.
Os times de basquete  masculino e feminino da Universidade de Louisville são os principais patronos do complexo da arena. A equipe feminina de voleibol da Universidade de Louisville começou a usar a arena como casa em tempo parcial em 2011, e fez da arena sua casa principal em 2012. Com 22.090 assentos para o basquetebol, é a segunda maior arena de faculdade por capacidade de assentos na comunidade de Kentucky, atrás da arena da Rupp Arena na Universidade de Kentucky, e a terceira-maior nos Estados Unidos, atrás da Carrier Dome na Universidade de Syracuse e da Rupp Arena. Atualmente, o record  de publico da arena é de 22.815 pessoas, ocorrido em 9 de março de 2013, no jogo contra o Notre Dame.